# Alexander Cochrane
Pour les articles homonymes, voir Cochrane.
Alexander (Forrester Inglis) Cochrane (23 avril 1758 – 26 janvier 1832) est un officier de la Royal Navy.

## Biographie
Alexander Cochrane est le sixième fils de Thomas Cochrane (8e comte de Dundonald).
Capitaine en 1782, il soutient un combat glorieux contre une escadre de cinq vaisseaux français dans la baie de Chesapeake en 1795. Il suit Ralph Abercromby dans la mer Méditerranée et opère le débarquement des troupes britanniques en Égypte en 1801.
Nommé contre-amiral en 1804, puis Rear admiral le 29 mars 1806, il contribue en 1806 à la destruction de la flotte française dans la baie de San Domingo. En 1808, lors de la Bataille de la Martinique, il participe au blocus de la Martinique,, puis celui de la Guadeloupe, avant la Prise de la Guadeloupe . Fin mars, ses troupes prennent la Désirade, détruisent la léproserie et déportent les lépreux à Pointe-à-Pitre dans le but d'infecter la population. Il est promu en 1809 Vice-Amiral et devient Gouverneur et commandant en chef de la Guadeloupe le 30 août 1810. Il prend plusieurs décisions dont la restauration des milices et l'interdiction aux blancs de danser avec les noirs sous peine d'amende. Il quitte ses fonctions en juin 1813 afin de rejoindre la guerre anglo-américaine de 1812. Pendant la guerre, il tente vainement de s'emparer de la ville de Washington, mais ravage en 1815 la Louisiane et La Nouvelle-Orléans.
Il est inhumé au cimetière du Père-Lachaise (39e division).
Il est le frère du comte Archibald Cochrane et d'Andrew Cochrane-Johnstone et l'oncle de Thomas Cochrane de Dundonald

## Distinctions
Ordre du Bain : KB 1806, GCB le 2 janvier 1815.